# Григоровка (Запорожский район)
Григо́ровка (укр. Григорівка) — село,
Новоалександровский сельский совет,
Запорожский район,
Запорожская область,
Украина.
Код КОАТУУ — 2322182401. Население по переписи 2001 года составляло 1205 человек.
Является административным центром Григоровского сельского совета, в который, кроме того, входят сёла
Веселянка,
Запорожец и посёлок
Речное.

## Географическое положение
Село Григоровка находится на правом берегу реки Конка,
ниже по течению на расстоянии в 8 км расположен пгт Малокатериновка,
на противоположном берегу — село Веселянка.
Рядом проходит автомобильная дорога М-18 (E 105).

## История
Село основано в 1773 году. Во время крестьянской реформы принадлежало проживавшему там помещику Александру Канкрину.

## Экономика
- «Дана», ООО.

## Объекты социальной сферы
- Школа.
- Братская могила солдат, погибших во Второй мировой войне.
- Клуб
- АЗС